# Compagnies franches de la Marine à Plaisance
Les Compagnies franches de la Marine à Plaisance sont un détachement de les Compagnies franches de la marine envoyé par Louis de Buade de Frontenac pour y tenir garnison. En 1687, on note un officier et 25 soldats. Quatre ans plus tard, il y a 40 soldats et un officier. En 1696, il y a neuf officiers et 150 soldats qui s'y trouvent, et on réorganise les troupes de façon qu'elles soient conformes au modèle colonial habituel, chaque compagnie ayant un capitaine, un lieutenant, un enseigne, deux sergents, deux caporaux, deux anspessades et 44 soldats, dont un tambour. Il semble que ce n'ait pas été le cas des compagnies de Plaisance où il est fréquent qu'elles soient incomplètes. Par exemple, en 1690, on rapporte que neuf soldats seulement sont en devoir, les autres étant devenus pêcheurs ou travaillant chez les habitants. Heureusement[non neutre], des recrues arrivent l'année suivante. Les effectifs sont presque remplis par la suite. Ils sont 129 soldats en 1698, 150 en 1703 et 144 en 1708. À cette garnison coloniale s'ajoutent par moments des renforts métropolitains: quatre Compagnies franches de la Marine, provenant de Rochefort et totalisant 200 soldats, sont envoyées à Terre-Neuve en 1709. Dès l'année suivante, cependant, trois repassent en France. En 1711, le transfert vers Plaisance de deux compagnies de l'Acadie, à la suite de la chute de Port-Royal, porte la garnison à 250 soldats.
| 1687 | 1 | 25  | 1  |
| 1691 | 1 | 40  | 1  |
| 1693 | 1 | 60  | 1  |
| 1694 | 2 | 100 | 6  |
| 1696 | 3 | 150 | 9  |
| 1698 | 3 | 129 | 8  |
| 1703 | 3 | 150 | 9  |
| 1708 | 3 | 144 | 9  |
| 1711 | 5 | 250 | 15 |